# Saint-Floxel
Saint-Floxel ist eine französische Gemeinde mit 490 Einwohnern (Stand: 1. Januar 2022) im Département Manche in der Region Normandie. Sie gehört zum Arrondissement Cherbourg und zum Kanton Valognes.

## Lage
Sie liegt auf der Halbinsel Cotentin. Nachbargemeinden sind Montebourg im Nordwesten, Vaudreville im Norden, Ozeville im Nordosten, Fontenay-sur-Mer im Osten, Saint-Marcouf und Émondeville im Südosten, Joganville im Süden, Écausseville und Éroudeville im Südwesten.

## Bevölkerungsentwicklung
| Jahr      | 1962 | 1968 | 1975 | 1982 | 1990 | 1999 | 2008 | 2018 |
| --------- | ---- | ---- | ---- | ---- | ---- | ---- | ---- | ---- |
| Einwohner | 314  | 325  | 293  | 326  | 348  | 417  | 439  | 493  |

## Sehenswürdigkeiten

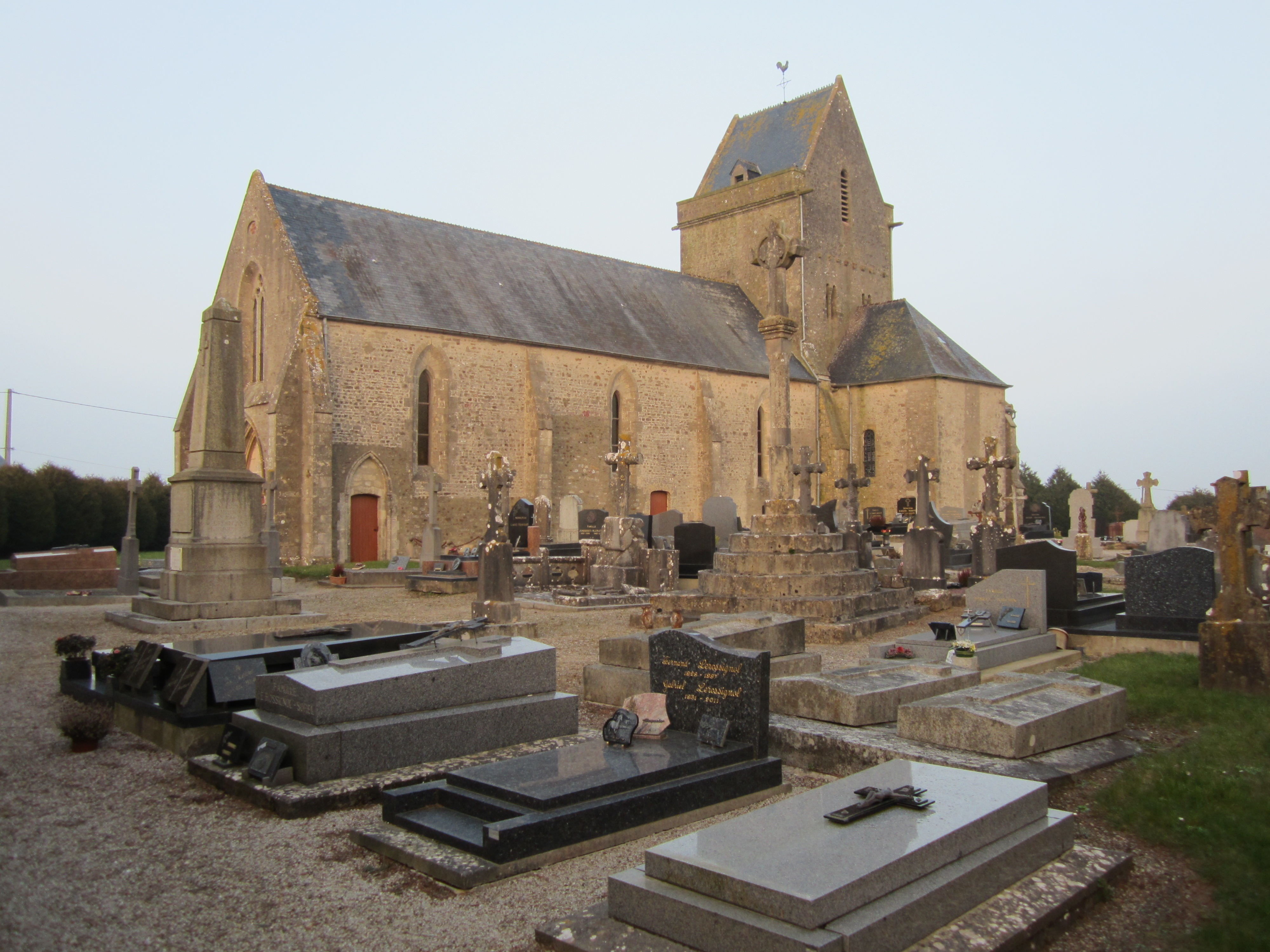
Kirche Saint-Floxel

- Kirche Saint-Floxel